# Pomořané
Pomořané byla skupina slovanských kmenů, která žila na pobřeží Baltu mezi ústím Odry a Visly, tedy v Pomořansku. Mluvili pomořanštinou náležející do lechické větve západoslovanských jazyků. Mezi pomořanské kmeny náleželi Pyřičané, obývající území mezi Wartou a dolní Odrou, a Volyňané obývající ústí Odry. Vytvořili sídla městského typu jako je Štětín, Wolin a Kolobřeh. Z bohů, které ctili, je znám štětínský Trihlav a wolgastský Jarovít.

## Historie
Pomořanské kmeny se počaly formovat v 6. století během slovanské migrace na územích dříve obývaných germánskými kmeny Gótů a Rugiů. Od konce 10. století se snažila pomořanské území začlenit do své říše polská piastovská knížata a několikrát byla úspěšná, Pomořanům se vždy však podařilo obnovit svou nezávislost. Ve 12. století, stále nechristianizováni, čelili trvalému tlaku Polska, Dánska a Svaté říše římské. V roce 1121 byla jejich území dobyta polským knížetem Boleslavem III. Křivoústým a christianizována prostřednictvím misie Oty Bamberského. V téže době pomořanský kníže Vartislav I. získal území západně od Odry, dříve patřící Luticům. Poté, co byli jeho potomci z dynastie Greifenů poraženi roku 1164 v bitvě u Verchenu, podřídili se saskému vévodovi Jindřichovi Lvovi. Země Pomořanů byly nakonec rozděleny, západní část byla jakožto Pomořanské vévodství začleněna do Svaté říše římské, kdežto východní část, tzv. Pomoří pod vládou Samborovců, v první třetině 12. století podléhala Polsku, poté byla (polo)nezávislá a od roku 1309 se stala součástí státu Řádu německých rytířů.
Ostsiedlung, německá východní „velká“ kolonizace, v tomto prostoru iniciovaná Řádem, nakonec vedla ke germanizaci Pomořanů, přesto si však několik etnických skupin, mezi něž náleží Kašubové, pomořanští Slovinci, Kociewiacy a Borowiacy, zachovaly slovanský jazyk a identitu.